# Arthur Nordlie
Arthur Nordlie (Kristiania, 2 febbraio 1883 – Oslo, 7 gennaio 1965) è stato un politico, arbitro di calcio e dirigente sportivo norvegese.

## Carriera
Nordlie fu eletto allo Storting per tre mandati, a partire dal 1928 al 1945, ed è stato presidente del partito conservatore dal 1945 al 1950. Ebbe anche una carriera nel mondo dello sport, diventando presidente della Norges Fotballforbund in due circostanze: la prima volta fu dal 1904 al 1905, mentre la seconda fu dal 1909 al 1910. Rappresentò la squadra del Lyn Oslo in entrambi i periodi. Fu anche un arbitro di calcio, ricoprendo il ruolo di direttore di gara nella finale di Coppa di Norvegia 1905.